# Liste der Biografien/Jb
Liste der Biografien |
Portal Biografien |
Personensuche
# |
A |
B |
C |
D |
E |
F |
G |
H |
I |
J |
K |
L |
M |
N |
O |
P |
Q |
R |
S |
T |
U |
V |
W |
X |
Y |
Z |
?
 
Ja |
Jb |
Jd |
Je |
Jh |
Ji |
Jj |
Jl |
Jn |
Jm |
Jo |
Jp |
Jr |
Js |
Jt |
Ju |
Jv |
Jw |
Jy
Die Liste der Biografien führt alle Personen auf, die in der deutschsprachigen Wikipedia einen Artikel haben. Dieses ist eine Teilliste mit 3 Einträgen von Personen, deren Namen mit den Buchstaben „Jb“ beginnt.

## Jb

### Jba
- Jbabdi, Latifa (* 1955), marokkanische Frauenrechtlerin, Soziologin und Journalistin
- Jbara, Gregory (* 1961), US-amerikanischer Schauspieler

### Jbs
- JBS (* 2005), deutscher Sänger, Songwriter und Musikproduzent